# Matthew Brabham
Matthew Brabham (Boca Raton, 25 febbraio 1994) è un pilota automobilistico australiano con passaporto statunitense.
Nel 2014 ha corso in due gare della Formula E e nel 2016 in tre gare dell'IndyCar Series. Dal 2015 è passato alle corse nella serie Super Trucks, campionato che ha vinto tre volte nel 2018, 2019 e nel 2021.
Nipote di Jack Brabham, tre volte campione del mondo di Formula 1.

## Carriera

### Kart e gli inizi in monoposto
La famiglia Brabham è fortemente coinvolta negli sport motoristici: il padre Geoff è un ex pilota CART, mentre la madre Roseina è una campionessa di jet ski. Il nonno Jack Brabham ha vinto tre volte il mondiale di Formula 1.
Matthew inizia a correre in kart nel 2001 all'età di 7 anni, dimostrando subito un'ottima velocità, e nel 2009 vince il "Junior Rotax" Young Guns. L'anno successivo esordisce in monoposto nel campionato australiano di Formula Ford con il team CAMS Rising.

### Road to Indy
Nel 2012 con il team Cape Motorsports partecipa al campionato nazionale F2000 degli Stati Uniti, primo passo del Road to Indy. Vince quattro gare e si laurea campione, vincendo così una borsa di studio da 350.000 dollari e l'ingresso per l'anno successivo nel campionato Star Mazda. Nel 2013 passa al team Andretti Autosport per guidare la vettura numero 27 nella Star Mazda. Brabham stabilisce il record di 11 vittorie in stagione e vince il campionato con due gare d'anticipo.
Nel 2014 rimane con il team Andretti per competere per il titolo nella serie Indy Lights. La stagione risulta molto complicata visto la poca esperienza e la difficoltà nell'adattarsi all'uso della serie di pneumatici Cooper, avendo in passato corso principalmente con Firestone. Chiude la stagione con una sola vittoria arrivando quarto in campionato. Nel 2015 alcuni problemi finanziari gli hanno impedito di completare la seconda stagione.

### Formula E e IndyCar

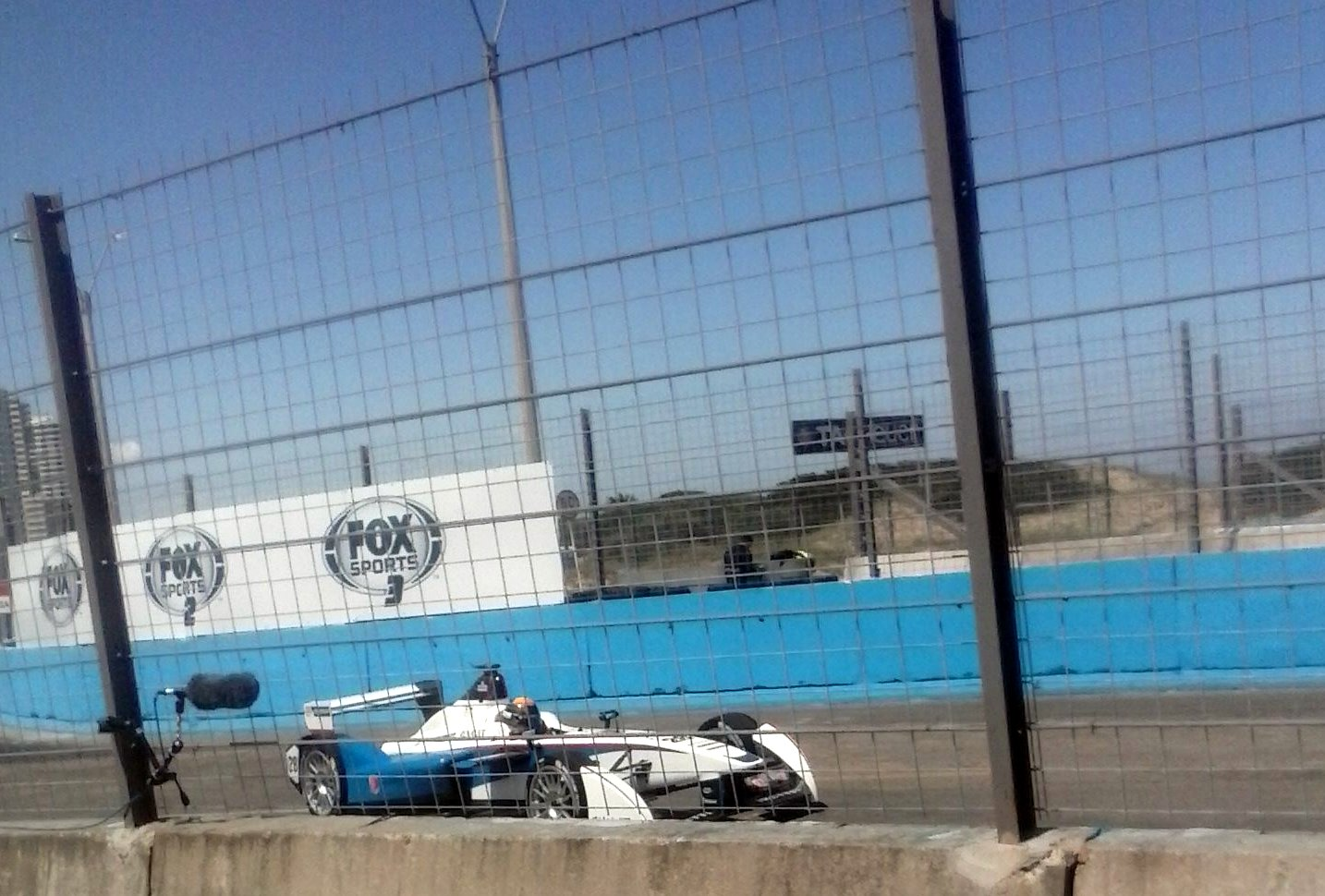
Brabham in Formula E all'E-Prix di Punta del Este

Nel novembre 2014 gareggia nel secondo round della stagione inaugurale della Formula E a Putrajaya, in Malesia. Il pilota australiano sostituisce l'ex pilota di Formula 1 Charles Pic per il team Andretti Autosport. All'età di 20 anni Brabham diventa il più giovane pilota a competere in Formula E. Nella prima competizione in Malesia conclude tredicesimo, poi nell'E-Prix di Punta del Este è costretto al ritiro. Il team poi decide di sostituirlo con Marco Andretti.
Nel 2016, dopo aver partecipato a diversi test pre stagionali, debutta nella 500 Miglia di Indianapolis, guidando la vettura numero 61 del team Pirtek Team Murray. Qui si qualifica 26º e finisce la gara al 22º posto. Nel resto della stagione partecipa ad altre due gare della IndyCar Series senza ottenere ottimi risultati.

### Super Trucks

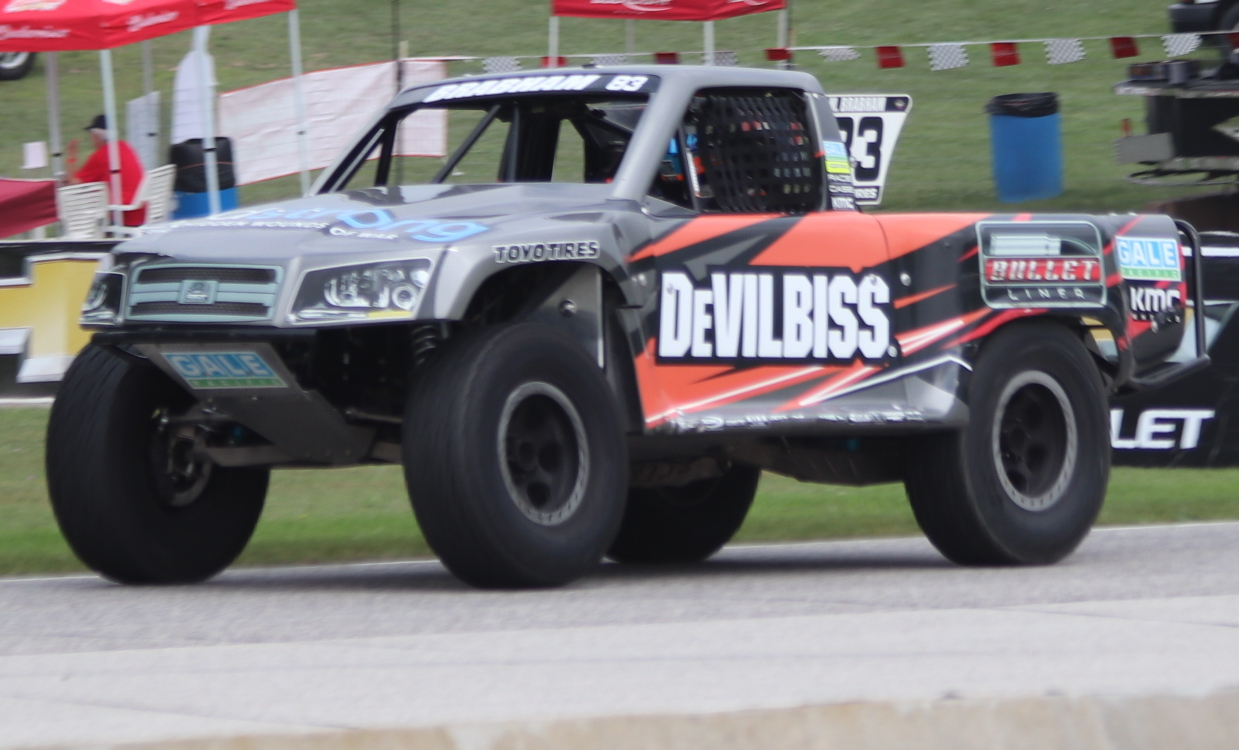
La vettura con cui Brabham vince a Road America nel 2018

Nel 2015, Brabham debutta nella Super Trucks durante la gara a Toronto, sostituendo l'indisponibile Paul Tracy. Nel resto della stagione partecipa anche alla gara di Gold Coast dove conquista il suo primo podio nella categoria. L'anno successivo Brabham partecipa alla serie a tempo pieno insieme al team UFD Racing. A Detroit arrivano i primi successi: l'australiano vince la prima e la terza gara. A metà stagione cambia team, passando al Traxxas al fianco di Sheldon Creed, con cui conquista un'altra vittoria chiudendo secondo in classifica dietro al suo compagno di team. Nel 2017 ottiene un'ottima sponsorizzazione da Safecraft Safety Equipment. Brabham ottiene cinque vittorie e chiude secondo in classifica dietro a Paul Morris di un punto.

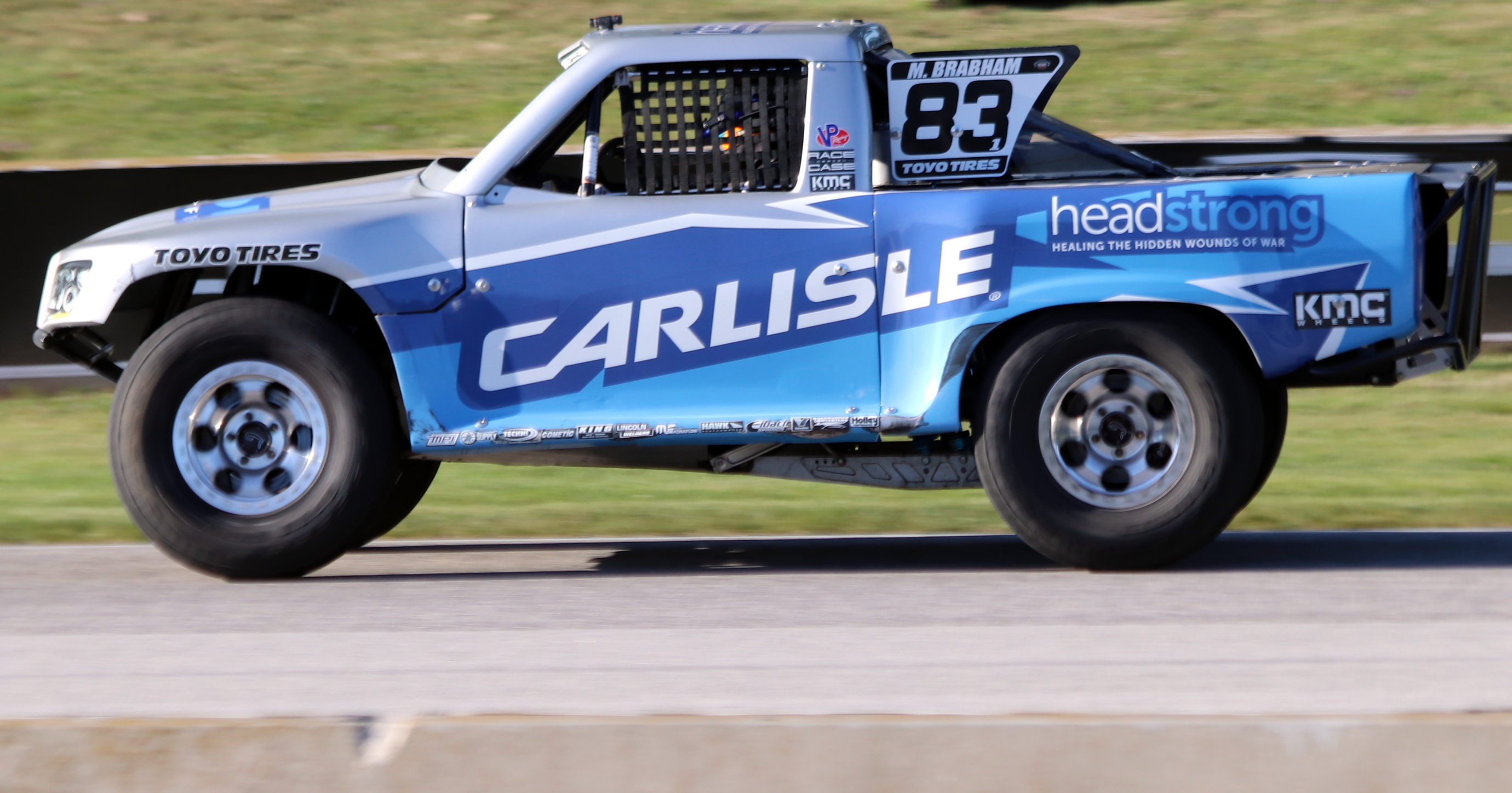
Vettura di Brabham nel 2019

Nel 2018 inizia la sua quarta stagione nella serie. Si unisce quindi a Carlisle Fluid Technologies, team con cui rimane legato fino al 2021. Conquista sei vittorie che lo portano a vincere per la prima volta la serie Super Trucks. L'anno successivo si ripete vincendo il campionato con sei vittorie. La stagione 2020 inizia bene per Brabham, ma a causa della pandemia di COVID-19 il campionato viene sospeso. Nel 2021 sale sul podio in tutte le dieci gare disputate e conquista il terzo titolo nella serie dopo una stagione.

### Il ritorno alle monoposto
Nel 2022, volendo rilanciare la sua carriera nelle corse in monoposto, torna dopo sette anni nel campionato Indy Lights insieme al team Andretti Autosport. Nella prima gara stagionale torna al trionfo, Brabham ritorna alla vittoria nella serie dopo più di otto anni. Durante la stagione ottiene un'altra vittoria sul ovale di World Wide davanti a Linus Lundqvist. Chiude la stagione al terzo posto dietro a Lundqvist e Sting Ray Robb. Per la stagione 2023 la serie viene rinominata in Indy NXT, Brabham prende parte solo alle ultime sei gare della stagione senza raggiungere grandi risultati.

### Endurance
Nel 2024 Brabham passa alle corse d'endurance correndo nella classe LMP2 del Campionato IMSA WeatherTech SportsCar.

## Risultati

### Riassunto della carriera
| Stagione | Serie                               | Team                        | Gare | Vittorie | Pole | G.V | Podio | Punti | Pos. |
| -------- | ----------------------------------- | --------------------------- | ---- | -------- | ---- | --- | ----- | ----- | ---- |
| 2009     | Victorian Formula Ford              | Minda Motorsport            | 6    | 0        | 0    | 0   | 2     | 110   | 9°   |
| 2010     | Victorian Formula Ford              | Minda Motorsport            | 9    | 1        | 0    | 2   | 3     | 197   | 5°   |
| 2010     | Formula Ford australiana            | CAMS Rising Stars           | 22   | 0        | 0    | 0   | 0     | 30    | 14°  |
| 2011     | Victorian Formula Ford Championship | Sonic Motor Racing Services | 9    | 6        | 2    | 3   | 6     | 203   | 6°   |
| 2011     | Formula Ford australiana            | Sonic Motor Racing Services | 9    | 2        | 1    | 2   | 4     | 95    | 9°   |
| 2012     | U.S. F2000 Winterfest               | Cape Motorsports            | 6    | 1        | 0    | 2   | 4     | 135   | 3°   |
| 2012     | U.S. F2000 National                 | Cape Motorsports            | 14   | 4        | 2    | 8   | 11    | 339   | 1°   |
| 2013     | Pro Mazda Championship              | Andretti Autosport          | 16   | 13       | 7    | 13  | 15    | 446   | 1°   |
| 2014     | Indy Lights                         | Andretti Autosport          | 14   | 1        | 1    | 2   | 4     | 426   | 4°   |
| 2014–15  | Formula E                           | Andretti Autosport          | 2    | 0        | 0    | 0   | 0     | 0     | 31°  |
| 2015     | Indy Lights                         | Andretti Autosport          | 3    | 0        | 0    | 1   | 0     | 35    | 13°  |
| 2015     | Super Trucks                        | Toyo Tires, UFD Racing      | 7    | 0        | 0    | 0   | 2     | 115   | 10°  |
| 2016     | Super Trucks                        | UFD Racing, Traxxas         | 21   | 3        | 2    | -   | 16    | 570   | 2°   |
| 2016     | IndyCar Series                      | Pirtek Team Murray          | 2    | 0        | 0    | 0   | 0     | 37    | 30°  |
| 2017     | Super Trucks                        | Safecraft Safety Equipment  | 22   | 5        | 3    | 8   | 15    | 545   | 2°   |
| 2018     | Super Trucks                        | Carlisle Fluid Technologies | 21   | 6        | 1    | 10  | 14    | 540   | 1°   |
| 2018     | 12 Ore di Bathurst- GT4             | Boat Works Racing           | 1    | 1        | 0    | 0   | 1     | -     | 1°   |
| 2018     | Pirelli GT4 America Sprint          | CRP Racing                  | 4    | 0        | 0    | 0   | 0     | 36    | 16°  |
| 2019     | Pirelli GT4 America Sprint          | CRP Racing                  | 5    | 0        | 0    | 0   | 0     | 26    | 12°  |
| 2019     | Super Trucks                        | Carlisle Fluid Technologies | 19   | 5        | 0    | 8   | 13    | 476   | 1°   |
| 2020     | Super Trucks                        | Carlisle Fluid Technologies | 5    | 2        | 0    | 5   | 4     | 133   | 2°   |
| 2021     | Super Trucks                        | Carlisle Fluid Technologies | 10   | 2        | 0    | 8   | 10    | 296   | 1°   |
| 2022     | Indy Lights                         | Andretti Autosport          | 14   | 2        | 0    | 3   | 7     | 471   | 3°   |
| 2023     | Super Trucks                        | Continental Tire            | 4    | 2        | 1    | 0   | 3     | 96    | 2°   |
| 2023     | Indy NXT                            | Juncos Hollinger Racing     | 5    | 0        | 0    | 0   | 0     | 159   | 6°   |
| 2023     | Indy NXT                            | Cape Motorsports            | 1    | 0        | 0    | 0   | 0     | 159   | 6°   |
| 2024     | IMSA - LMP2                         | AO Racing                   | 2    | 0        | 1    | 0   | 0     | 489*  |      |

*Stagione in corso.

### Risultati Indy Light
| Anno | Team               | 1      | 2     | 3      | 4      | 5     | 6     | 7      | 8     | 9     | 10    | 11     | 12    | 13    | 14    | 15  | 16  | Punti | Pos. |
| ---- | ------------------ | ------ | ----- | ------ | ------ | ----- | ----- | ------ | ----- | ----- | ----- | ------ | ----- | ----- | ----- | --- | --- | ----- | ---- |
| 2014 | Andretti Autosport | STP 9  | LBH 3 | ALA 4  | ALA 12 | IND 1 | IND 4 | INDY 2 | POC 5 | TOR 4 | MDO 5 | MDO 12 | MIL 2 | SNM 6 | SNM 5 |     |     | 424   | 4°   |
| 2015 | Andretti Autosport | STP 11 | STP 7 | LBH 11 | ALA    | ALA   | IMS   | IMS    | INDY  | TOR   | TOR   | MIL    | IOW   | MDO   | MDO   | LAG | LAG | 35    | 13°  |
| 2022 | Andretti Autosport | STP 1  | ALA 7 | IMS 10 | IMS 9  | DET 3 | DET 4 | ROA 6  | MOH 2 | IOW 3 | NAS 4 | WOR 1  | POR 2 | LAG 8 | LAG 3 |     |     | 471   | 3°   |

### Risultati Formula E
| Stagione  | Team               | Vettura               | 1   | 2      | 3       | 4   | 5   | 6   | 7   | 8   | 9   | 10  | 11  | Punti | Pos |
| --------- | ------------------ | --------------------- | --- | ------ | ------- | --- | --- | --- | --- | --- | --- | --- | --- | ----- | --- |
| 2014-2015 | Andretti Autosport | Spark-Renault SRT 01E | PEC | PUT 13 | PDE Rit | BNA | MIA | LBH | MON | BER | MOS | LON | LON | 0     | 31º |

### Risultati IndyCar
| Anno | Squadra            | Telaio       | Motore | 1         | 2   | 3   | 4   | 5   | 6      | 7       | 8   | 9   | 10  | 11  | 12  | 13  | 14  | 15  | 16  | 17  | Punti | Posizione |
| ---- | ------------------ | ------------ | ------ | --------- | --- | --- | --- | --- | ------ | ------- | --- | --- | --- | --- | --- | --- | --- | --- | --- | --- | ----- | --------- |
| 2016 | Pirtek Team Murray | Dallara DW12 | 61     | Chevrolet | STP | PHX | LBH | ALA | IMS 16 | INDY 22 | DET | DET | RDA | IOW | TOR | MDO | POC | TXS | WGL | SNM | 37    | 30º       |

### Risultati 24 ore di Daytona
| Anno | Team      | Co-piloti                               | Auto     | Classe | Giri | Pos. | Pos Cat. |
| ---- | --------- | --------------------------------------- | -------- | ------ | ---- | ---- | -------- |
| 2024 | AO Racing | Paul-Loup Chatin Alex Quinn P. J. Hyett | Oreca 07 | LMP2   | 753  | 16º  | 8º       |